# Anthostomella culmicola
Anthostomella culmicola är en svampart som beskrevs av W.H. Hsieh & Chi Y. Chen 2000. Anthostomella culmicola ingår i släktet Anthostomella och familjen kolkärnsvampar.   Inga underarter finns listade i Catalogue of Life.